# No tears for queers
No tears for queers: ett reportage om män, bögar och hatbrott är en bok från 2005 av Johan Hilton.
Hilton behandlar i boken bland annat morden på Matthew Shepard i Laramie 1998, Johan Pettersson i Katrineholm 2002 och Josef Ben Meddour i Göteborg 1997, vilka dödades på grund av sin homosexuella läggning. 
En pjäs sattes upp, utifrån boken, 2009 av Riksteatern och var på turné runt om i Sverige.
Under Pride 2014 spelades den återigen, men denna gång med teaterföreningen Teater Fenestra som satte upp den i regi med Christopher Lehmann.  